# Нереально (телесеріал)
«Нереа́льно» (англ. Unreal, стилізовано як UnREAL) — американський драмедійний телесеріал, створений Марті Ноксон («Баффі — переможниця вампірів») і Сарою Гертрудою Шапіро, прем'єра якого відбулася на Lifetime та Hulu (4-й сезон) 1 червня 2015 — 16 липня 2018 року.
Перший сезон серіалу отримав визнання критиків і був відзначений премією «Вибір телевізійних критиків» як найкраща нова програма. Незважаючи на те, що проєкт не зміг зібрати значної кількості глядачів, залучаючи в середньому 700 тисяч глядачів, канал продовжив серіал на другий сезон 6 липня 2015 року завдяки високим оцінками від критиків. 2 червня 2016 року канал продовжив серіал на третій сезон, ще до старту другого. Вісім епізодів четвертого сезону вийшли на платформі потокового відео Hulu 18 липня 2018 року.

## Сюжет
У центрі сюжету перебуває закулісне життя реаліті-шоу «Everlasting» з пошуку стосунків і його штатна працівниця Рейчел (Ширі Епплбі), яка маніпулює конкурсантами на вимогу безпринципної виконавчої продюсерки Квінн (Констанс Зіммер) задля просування та пожвавлення другосортного шоу.

## Актори та персонажі

### Основний склад

#### Знімальна група
| Актор                | Роль                                                                |
| -------------------- | ------------------------------------------------------------------- |
| Ширі Епплбі          | Рейчел Голдберг                                                     |
| Констанс Зіммер      | Квінн Кінг                                                          |
| Крейг Бірко          | Чет Вілтон                                                          |
| Джеффрі Бауер-Чепман | Джей Картер                                                         |
| Фредді Строма        | Адам Кромвелл                                                       |
| Джош Келлі           | Джеремі Кенер (1—3 сезони)                                          |
| Женевьєв Бюхнер      | Медісон (запрошена акторка 1—2 сезонів, основний склад 3—4 сезонів) |
| Бреннан Елліотт      | Грем (запрошений актор 1—2 сезонів, основний склад 3—4 сезонів)     |
| Алін Імасмар         | Шая (1-й сезон)                                                     |
| Майкл Рейді          | Коулман Вассерман (2-й сезон)                                       |
| Франсуа Арно         | Томмі Кастеллі (4-й сезон)                                          |

#### Учасники шоу
| Актор               | Роль                                                   |
| ------------------- | ------------------------------------------------------ |
| Фредді Строма       | Адам Кромвель (1-й сезон, запрошена зірка 2-го сезону) |
| Бі Джей Брітт       | Даріуш Бек (2-й сезон)                                 |
| Кейтлін Фіцджеральд | Серена Волкотт (3-й сезон)                             |

#### Конкурсанти
| Актор            | Роль                                                     |
| ---------------- | -------------------------------------------------------- |
| Джоанна Бредді   | Анна Мартін (1-й сезон)                                  |
| Наталі Келлі     | Грейс (1-й сезон)                                        |
| Ешлі Скотт       | Мері Ньюгауз (1-й сезон)                                 |
| Бріда Вул        | Фейт Дулут (1-й сезон, запрошена зірка 4-го сезону)      |
| Ионіка Барбаро   | Яель / «Гаряча Рейчел» (2-й сезон)                       |
| Дені Бентон      | Рубі Картер (2-й сезон)                                  |
| Кім Матула       | Тіффані Джеймс (2-й сезон)                               |
| Меган Тенді      | Шанталь (2-й сезон)                                      |
| Барт Едвардс     | Джаспер Гант (3-й сезон)                                 |
| Алекс Ернандес   | Оуен Войд (3-й сезон)                                    |
| Адам Демос       | Август Волкер (3—4 сезони)                               |
| Олексій Воробйов | Алексєй Петров (3-й сезон, запрошений актор 4-го сезону) |
| Наталі Голл      | Кенді Коко (4-й сезон)                                   |
| Меган Голдер     | Ноель Джексон (4-й сезон)                                |
| Алехандро Муньос | Родріго (4-й сезон)                                      |

#### Інші
| Актор        | Роль                                             |
| ------------ | ------------------------------------------------ |
| Джентрі Вайт | Ромео Бек, кузен та менеджер Даріуша (2-й сезон) |

### Другорядний склад
| Актор            | Роль                                                                                    |
| ---------------- | --------------------------------------------------------------------------------------- |
| Емі Гілл         | д-р Гілларі Вайгерштейн, терапевтка (1—2 сезони)                                        |
| Мартін Каммінз   | Бред (1—2 сезони)                                                                       |
| Мімі Кузик       | д-р Олів Голдберг, психіаторка, мати Рейчел                                             |
| Донавон Стінсон  | Ден, помічник режисера «Everlasting»                                                    |
| Крістофер Казінс | Гері Тейлор. президент телемережі (2—3 сезони)                                          |
| Трейсі Томс      | Фіона Берлін, лесбійка-подруга Квінн, наступна президент телемережі (3—4 сезони)        |
| Том Брітні       | Роджер Локвуд, друг Адама (запрошений актор 1-го сезону, другорядний склад 4-го сезону) |
| Наташа Вілсон    | Мая, конкурсантка-сомельє (сезони 1, 4)                                                 |

#### 1-й сезон
| Актор           | Роль                                                       |
| --------------- | ---------------------------------------------------------- |
| Арієль Кеббел   | Брітні, конкурсантка-«лиходійка»                           |
| Шівон Вільямс   | Ліззі, стилістка, колишня наречена Джеремі                 |
| Крісті Лейнг    | Шаміква, конкурсантка                                      |
| Джей Ар Борн    | Білл Де Янг, алкоголік, колишній партнер та коханець Квінн |
| Стефані Беннетт | Пеппер, конкурсантка, вчителька початкової школи           |
| Соня Саломяа    | Синтія Вілтон, колишня дружина Чета                        |
| Грем Маккомб    | Сем, помічник режисера «Everlasting»                       |
| Андреа Брукс    | Таня, конкурсантка                                         |
| Наташа Бернетт  | Атена, конкурсантка                                        |

#### 2-й сезон
| Актор           | Роль                                                                  |
| --------------- | --------------------------------------------------------------------- |
| Йоан Гріффідд   | Джон Бут, мільярдер, власник телевізійної мережі                      |
| Карісса Тінес   | Джеймсон, конкурсантка, офіцер поліції                                |
| Ліндсі Музіль   | Бет Енн, прямолінійна конкурсантка з маленького містечка в Алабамі    |
| Монік Гендертон | Бренді, конкурсантка, колишня учасниця боїв MMA                       |
| Елізабет Вітмер | Домінік, конкурсантка-баскетболістка                                  |
| Джессіка Шипош  | Гейлі, конкурсантка, психотерапевтка, йогиня, сексуальна авантюристка |
| Суніта Прасад   | Лондон, конкурсантка-інженер                                          |

#### 3-й сезон
| Актор                  | Роль                                                    |
| ---------------------- | ------------------------------------------------------- |
| Брендон Джей Мак-Ларен | д-р Саймон, психолог                                    |
| Мелвін Ґреґґ           | Зак Тейлор, конкурсант, зірка соцмереж                  |
| Террі Чен              | Ґай Моретті, конкурсант, татуйований шеф-кухар          |
| Маркус Роснер          | Воррен Джонсон, конкурсант-ковбой                       |
| Челсі Гоббс            | Чарлі, помічниця оператора, подружка Джеремі            |
| Кассандра Клементі     | Крістал, модель реклами купальників, подружка Чета      |
| Тайлер Гайнс           | Біллі Берд, конкурсант, автогонщик                      |
| Кемерон Бенкрофт       | Престон Палмер, найстарший конкурсант, рієлтор із Маямі |
| Джо Ебрахам            | Норман, конкурсант, жокей                               |
| Джеймі Калліка         | Ксав'єр Шопен, танцівник, коханець Джея                 |

#### 4-й сезон (All Stars)
| Актор            | Роль                        |
| ---------------- | --------------------------- |
| Крістофер Рассел | Джек, конкурсант, педіатр   |
| Меган Гефферн    | Софія, конкурсантка         |
| Аллі Чун         | Скай, жорстока конкурсантка |
| Керіс Кемерон    | Наомі, конкурсантка-аміш    |
| Саманта Коул     | Емілі, конкурсантка         |
| Ґреґ Дельмаж     | Люк, конкурсант             |
| Максвелл Їп      | Джо, конкурсант             |

## Список епізодів
| Сезон | Епізоди | Прем'єрний показ | Прем'єрний показ | Прем'єрний показ |
| Сезон | Епізоди | Початок          | Завершення       | Мережа           |
| ----- | ------- | ---------------- | ---------------- | ---------------- |
| 1     | 10      | 1 червня 2015    | 3 серпня 2015    | Lifetime         |
| 2     | 10      | 6 червня 2016    | 8 серпня 2016    | Lifetime         |
| 3     | 10      | 26 лютого 2018   | 23 квітня 2018   | Lifetime         |
| 4     | 8       | 16 липня 2018    | 16 липня 2018    | Hulu             |